# Cannobio
Cannobio (piemontiul: Caneubi) település Olaszországban. Lakosainak száma 5003 fő (2023. január 1.). Cannobio Cannero Riviera, Valle Cannobina, Luino, Maccagno, Trarego Viggiona, Tronzano Lago Maggiore, Brissago, Centovalli és Maccagno con Pino e Veddasca községekkel határos.

## Népesség
A település népességének változása:
| Lakosok száma | 5182 | 5162 | 5190 | 5003 |
|               | 2015 | 2017 | 2018 | 2023 |